# Відпустка за свій кошт
«Відпу́стка за свій кошт» (рос. «Отпуск за свой счёт») — російський радянський двосерійний художній фільм, лірична комедія. Прем'єра на телебаченні СРСР — 1 січня 1982, о 21.05 по Першій програмі телебачення, потім фільм багато разів повторювано.
Створений в період радянсько-угорської дружби, коли Угорщина масово поставляла в СРСР автобуси марки Ikarus, що знайшло відображення у сюжеті фільму.

## Сюжет
Катя, вихователька дитячого садка з Верхнеярська, приїжджає до Москви, щоб зустрітися з коханим (Юра), плануючи з ним подорож до Угорщини. Вона робить, здається, неможливе, щоб бути з ним: розшукує його у величезному місті, отримує відпустку за свій кошт (звідси назва фільму) в заступника міністра, переносить мандрівку за кордон на два тижні, отримує в подарунок дорогий прилад для нього, проте її наполегливість тільки дошкуляє Юрі. Коли Катя виграє конкурс краси і Юра схаменувся, побачивши що він втрачає, стає вже пізно. У Катю закохується Юрин друг, Ласло, який заради неї приїжджає в Верхнеярськ, проте фінал фільму залишається недомовленим.

## У головних ролях
- Ольга Меліхова — Катя
- Ігор Костолевський — Юра
- Міклош Калочаї — Ласло
- Людмила Гурченко — Ада Петрівна

## У ролях
- Олена Романова — Олена
- Володимир Басов — Євдокимов
- Марина Стриженова — Юрина мама
- Елла Некрасова — Оленина мати
- Олександр Ширвіндт — Юрій Миколайович
- Любов Руденко — Секретар Юрія Миколайовича
- Любов Поліщук — Дівчина в пиріжковій
- Микола Лебедєв — Вадим Сергійович Орлов, заступник міністра
- Ігор Ясулович — Референт Орлова
- Іштван Веленце — Віце-президент фірми
- Лія Ахеджакова — Ірина
- Ласло Хоршеньі — Геза
- Вікторія Байзам — Магда
- Ержибет Пастор — Ласлова бабуся
- Євген Герчака — Працівник відділу кадрів
- В'ячеслав Тихонов (текст від автора)
- Тетяна Ігнатова — епізод
- Алевтина Рум'янцева — співробітниця міністерства

У фільмі знімався фольклорний ансамбль під керівництвом Дмитра Покровського. Лунали фонограми: «Ottawan» — «Hands up», Mr. Walkie Talkie — «Be My Boogie Woogie Baby» (1976). У ВНР зйомки проводилися в тому числі і в готелі «Сильванус» (Вишеград, Silvanus Beta Conference Sport and Hotel), який працює і понині.

## Знімальна група
- Автори сценарію: Валентин Азерников, Андраш Полгар
- Режисер-постановник: Віктор Титов
- Оператор-постановник: Ференц Маріяші
- Художники-постановники: Віктор Петров, Жолт Чергері
- Композитори: Олексій Козлов, Мате Віктор
- Звукооператор: Юрій Рабинович
- Режисери: Леонід Черток, Янош Буйташ
- Оператори: Сергій Арманд, Ласло Рамм
- Художники по костюмах: Світлана Титова, Д'єрд'ї Видак
- Монтажер: Валентина Кулагіна
- Художники-гримери: Катерина Іванова, Ерика Бауер